# Pikaküla
Pikaküla – wieś w Estonii, w prowincji Järva, w gminie Paide.